# Era Organics
Era Organics Inc. es una empresa estadounidense de cuidado de la piel con sede en Florida. Ganó reconocimiento por ofrecer productos a base de plantas para pieles sensibles y por tratar problemas como el eccema, el acné, la rosácea y la psoriasis, por lo que han aparecido en Noticias médicas de hoy, Us Weekly, la revista Glam, el New York Post, Medios SHE, Bustle y Self (revista)entre otros.

## Historia
Era Organics fue fundada en 2016 por Nikki Kay Chase, inspirada por sus luchas con condiciones severas de la piel como acné, eczema y herpes zóster. Insatisfecha con los productos convencionales para el cuidado de la piel, que a menudo exacerbaban sus síntomas, Chase buscó soluciones naturales eficaces.
Esta búsqueda llevó a la creación de Era Organics, una marca centrada en tratar la piel sensible y problemática mediante productos orgánicos y formulados científicamente. Su gama de productos incluye soluciones de cuidado de la piel para diversas necesidades, como hidratantes, limpiadores, mascarillas y cremas especializadas.

### Productos
- Superbalm baby eczema cream[16]
- Complete face moisturizer cream[17]
- Happy Skin hypochlorous acid spray[18]
- Tallow and Honey moisturizer cream
- Revive face scrub exfoliator[19]